# Aborto en Luxemburgo
El aborto en Luxemburgo fue despenalizado el 15 de noviembre de 1978. Dentro de las primeras doce semanas de embarazo, una mujer que se determina "en peligro" puede obtener un aborto después de dos consultas con un doctor, uno médico y un psicólogo social, y un periodo de espera de tres a siete días. Después de las primeras doce semanas, el aborto solamente puede ser obtenido cuando dos doctores certifican que hay un peligro para la madre y feto. 
Los pacientes menores de edad deben estar acompañados por un adulto de confianza durante las reuniones y el procedimiento en sí. Los abortos se pueden realizar en hospitales, clínicas o el consultorio de médico.
Antes de las reformas aprobadas en 2012, solamente un doctor podría determinar si una mujer estaba "en peligro". Los abortos en las primeras doce semanas eran únicamente permitidos en el caso de una amenaza para la salud física o mental de la madre, un verdadero riesgo de que el niño nazca con una enfermedad grave o defectos serios, o un embarazo resultante de una violación. Los pacientes menores de edad necesitaban obtener el consentimiento de los padres para un aborto, y los abortos podían realizarse únicamente en hospitales y clínicas
Debido a motivos religiosos, muchos doctores en Luxemburgo generalmente no realizan abortos. Los médicos que deciden no realizar un aborto, o son incapaces de hacerlo, están obligados a remitir al paciente a otro médico bajo la ley 2012.